# Zamek w Morawicy

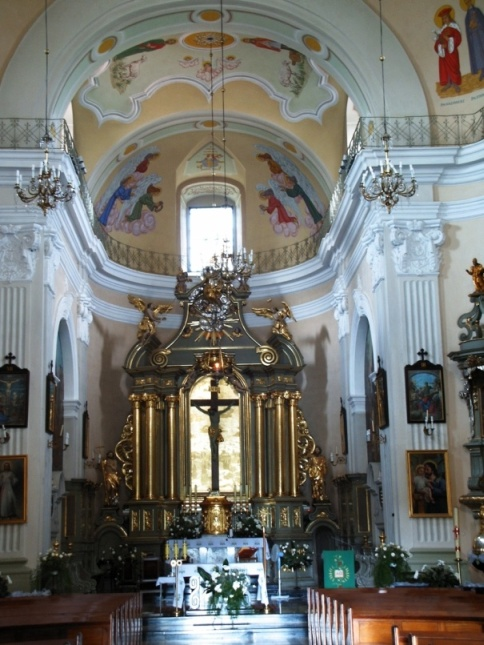
Wnętrze kościoła św. Bartłomieja w Morawicy

Zamek w Morawicy – średniowieczny zamek rycerski, który znajdował się w Morawicy, w powiecie krakowskim w województwie małopolskim, na miejscu dzisiejszego kościoła św. Bartłomieja i plebanii.

## Historia
Zamek, który już w 1408 roku uważany był za bardzo stary, znajdował się na szczycie wzgórza dominującego nad okolicą. W średniowieczu należał do rodu Toporczyków (Toporów), pieczętujących się herbem Topór, protoplastów rodziny Tęczyńskich. Toporczykowie rezydowali tu już na przełomie XII i XIII wieku. Później zamek znajdował się w rękach Tęczyńskich i stanowił pierwotną siedzibę ich rodu. w XIV wieku przenieśli ją oni do zamku Tenczyn, którego budowę rozpoczął w 1319 roku kasztelan krakowski Jan Nawój z Morawicy.
Zrujnowany zamek posłużył jako materiał budowlany do budowy kaplicy (później kościoła) oraz plebanii. Pod plebanią zachowały się wykute w litej skale podziemne chodniki umożliwiające ucieczkę podczas oblężenia.

## Kaplica
Pośrodku zamku stała niewielka, drewniana kaplica zbudowana przez 1200 rokiem. W Kodeksie dyplomatycznym mogilskim znajduje się informacja, że 1286 roku kapelanem kaplicy zamkowej i plebanem Morawicy był duchowny o imieniu Piotr (łac. Petrus capellanus de Morawica).
Około 1408 roku zamkową kaplicę przekształcono w murowany kościół wykorzystując do tego celu kamienie pochodzące z rozbiórki części zamku. W 1666 roku jedną z partii zamku zaadaptowano na plebanię, częściowo przebudowaną po 1871 roku. W 1743 roku stary kościół rozebrano i na jego miejscu zbudowano nowy, który stanął na fundamentach dawnego zamku. Fundamenty zamku znajdują się również pod XVIII-wieczną dzwonnicą.
Najstarsza wzmianka o rycerzach z Morawicy znajduje się w „Cudach św. Stanisława – Żywot większy” (Vita Sancti Stanislai – Vita maior) Wincentego z Kielczy; wspomniany jest tam rycerz Andrzej z Morawicy oraz pleban z Morawicy, Świętek (1247–1253); jest to również najstarsza wzmianka o parafii w Morawicy.
Na podstawie dokumentów kościelnych można odtworzyć listę duchownych pełniących funkcję plebanów Morawicy w XIV wieku; niektórzy z nich mogli także sprawować funkcję kapelanów kaplicy zamkowej:
- Stanisław (1319–1326),
- Florian i Stanisław (1326),
- Stanisław i Piotr (1350–1355),
- Nawój Andrzejowic z Morawicy i Tęczyna (1374–1384),
- Marcin (1395).

W „Księdze uposażeń diecezji krakowskiej” (Liber beneficiorum dioecesis Cracoviensis, 1470–1480) Jana Długosza znajduje się informacja, że kościół w Morawicy, wzniesiony w 1408 roku, był „zbudowany z białego kamienia” (łac. ex albo lapide murata).

## Legendy
Z zamkiem w Morawicy wiąże się podanie ludowe o jaskini pełnej skarbów odkrytej przez jednego z panów zamku, komesa Mateusza Tęczyńskiego, i o skale Krzywy Sąd, usytuowanej na wzgórzu w sąsiedniej miejscowości Aleksandrowice, nazwanej tak na pamiątkę niesprawiedliwego wyroku skazującego na śmierć giermka, który przypadkiem poznał tajemnicę położenia pieczary. Według tej legendy zamek popadł w ruinę po śmierci Mateusza Tęczyńskiego, dręczonego przez wyrzuty sumienia i ukąszonego przez żmiję; później ruiny zostały darowane przez Tęczyńskich kościołowi.